# Promelles
Promelles is een gehucht in Vieux-Genappe, deelgemeenten van de stad Genepiën in de Belgische provincie Waals-Brabant.
Het ligt ruim 2 kilometer ten noordwesten van het centrum van Vieux-Genappe langs de weg naar Lillois, en minder dan een kilometer ten noorden van het gehucht Fonteny.

## Geschiedenis
Op de Ferrariskaart uit de jaren 1770 wordt hier een gehucht Promelles weergegeven. De kaart toont ook al een vrijstaande boom ten oosten van het gehucht, op de hoogte langs de weg vanuit Vieux-Genappe, de Arbre de Promelles., in l'avenir, 24 oktober 2016
Promelles was ook een heerlijkheid. De Ferme du Comte was bezit van de heer. Hierin bevindt zich de Chapelle Sint-Jean Baptiste. .
De landelijke wegen te noorden van Promelles werden in het begin van de 21ste eeuw omgevormd tot de gewestweg N25 met 2x2 rijstroken met een ongelijkvloerse kruising ter hoogte van het gehucht.

## Bezienswaardigheden
- De Chapelle Saint-Jean-Baptiste
- Het gehucht telt enkele historische hoeves: de Ferme Gaillard, de Ferme du Comte, de Ferme de la Vallée en de Ferme Delvaux.
- De Arbre de Promelles, een vrijstaande boom die een historisch herkenningspunt vormt ten oosten van het gehucht.

## Nabijgelegen kernen
Thines, Houtain-le-Val, Vieux-Genappe, Lillois
Deelgemeenten: Baisy-Thy · Bousval · Genepiën · Glabais · Houtain-le-Val · Loupoigne · Oud-Genepiën · Ways

Overige plaatsen: La Bruyère · Bruyère Madame · Baisy · Basse-Laloux · Le Chantelet· Chênemont · Dernier Patard · La Falise · Ferrières · Les Flamandes · Fonteny · Foriest · Fosty · Hattain · Houtain-le-Mont · La Hutte · La Motte  · Loncée · Maison du Roi · Noirhat · Pallandt · Promelles · Quatre Bras · Ry-d'Hez · Sclage · Thy · Trou-du-Bois · Vieux Manants · Wanroux

Belgische gemeenten · Arrondissement Nijvel · Waals-Brabant · Wallonië